# آني هيرنغ
آني هيرنغ (بالإنجليزية: Annie Herring)‏ هي مغنية أمريكية، ولدت في 22 سبتمبر 1945 في داكوتا الشمالية في الولايات المتحدة.

## وصلات خارجية
- آني هيرنغ على موقع ميوزك برينز (الإنجليزية)
- آني هيرنغ على موقع أول ميوزيك (الإنجليزية)
- آني هيرنغ على موقع ديسكوغز (الإنجليزية)